# Брайт, Антон
Антон Брайт (нем. Anton Braith; 2 сентября 1836, Биберах-на-Рисе — 3 января 1905, Биберах-на-Рисе) — немецкий художник-пейзажист и анималист, профессор живописи Мюнхенской Академии живописи, почётный член Королевской Академии изящных искусств Мюнхена.

## Жизнь и творчество

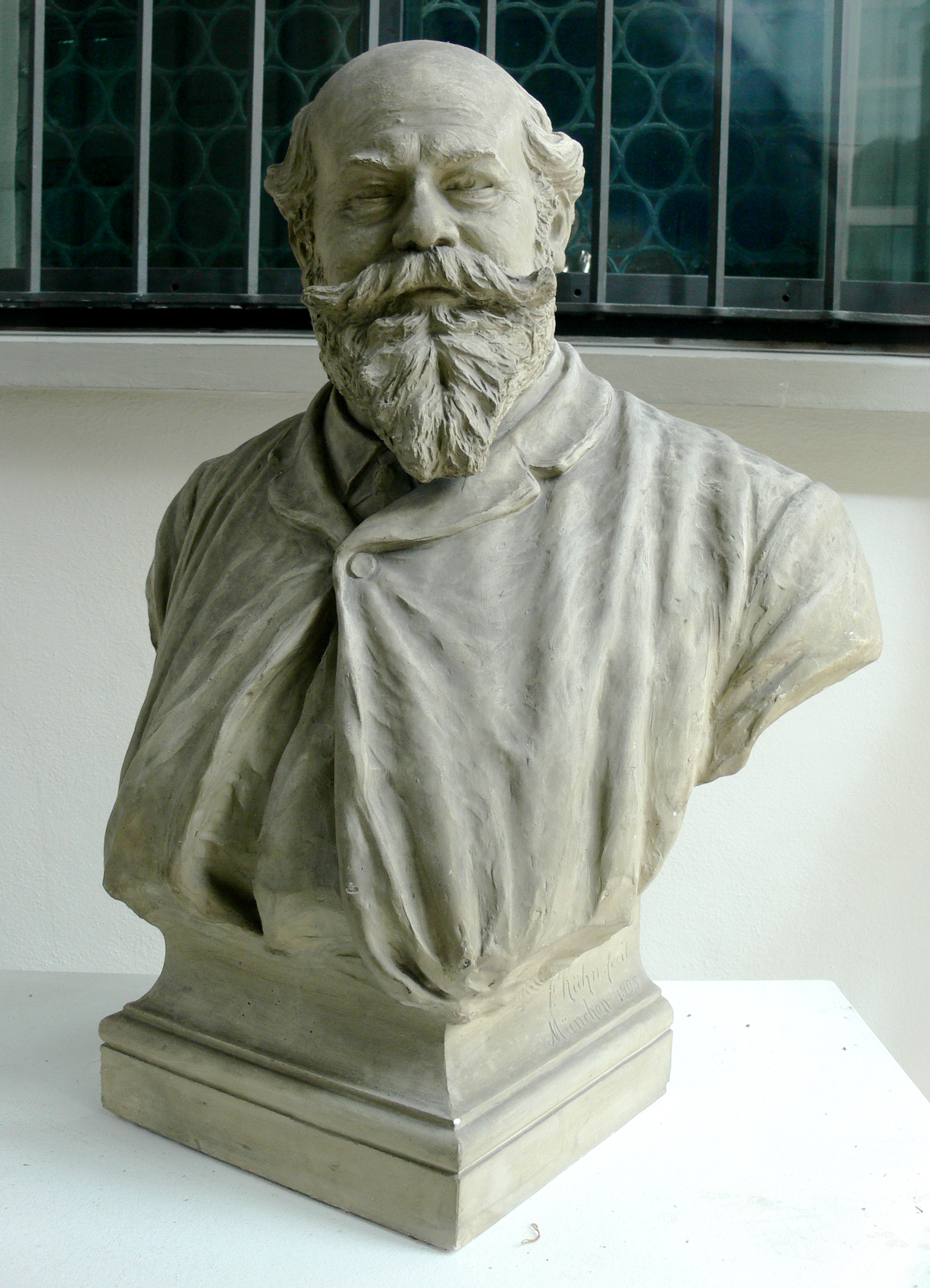
Фридрих Кюн Бюст А.Брайта

А. Брайт родился в семье подёнщина, впоследствии выслужившегося до управляющего имением. В 1851 году Брайт поступает в штутгартскую художественную школу, где его учителями становятся Бернгард фон Неер и Генрих фон Рустиге. В 1860 Брайт, вместе со своим другом-художником Альбертом Капписом, уезжает в Мюнхен, где знакомится и заводит дружбу с местными мастерами (наиболее тесные отношения сложились с Кристианом Мали). В 1867 году Каппис, Мали, Брайт и Карл Эберт совершают поездку в Париж. После проведения успешных выставок своих работ в Мюнхене, Париже и Вене А.Брайт покупает себе дом в Мюнхене. В 1874 году он, вместе со своим другом К.Мали, едет на Боденское озеро; в 1884 и в 1889 годах путешествует по Италии, в 1886 — по Северной Германии.
В 1892 году, во время раскола среди мюнхенских художников, выступает против сецессионистского движения и поддерживает традиционную школу живописи. С 1903 года болел печенью. Завещал своё художественное наследие родному городу, в котором открыт музей Брайта.
Творческий путь А.Брайта можно разделить на 4 периода:
- 1851-60 годы — создаёт пейзажи и сценки с животными несколько слащавого содержания, в композиции подражая голландской живописи
- 1860-73 годы — специализируется на портретах животных, заключённых в рамку из окрестного ландшафта
- 1874-94 годы — создаёт наиболее яркие и талантливые работы, изображает животных с неповторимой живостью и драматичностью
- 1894-1904 годы — постепенно уходит из активной художественной жизни; пишет сценки с пасущимися животными на горных лугах.

## Галерея

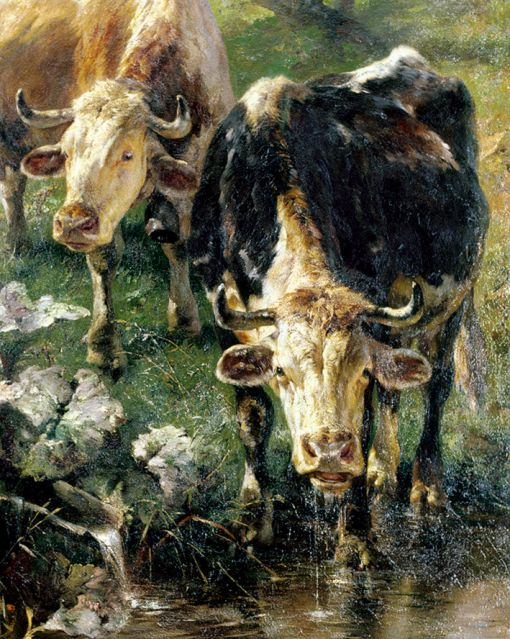
Коровы
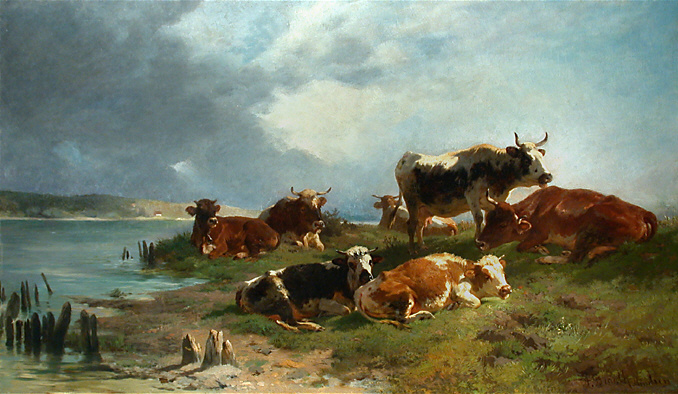
Коровы на пастбище
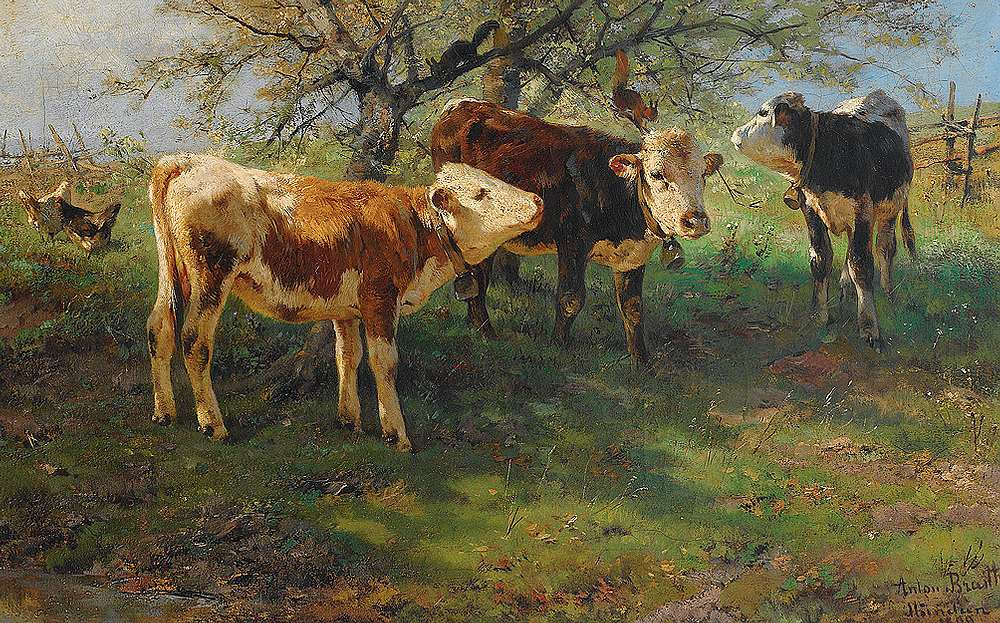
Весеннее пастбище
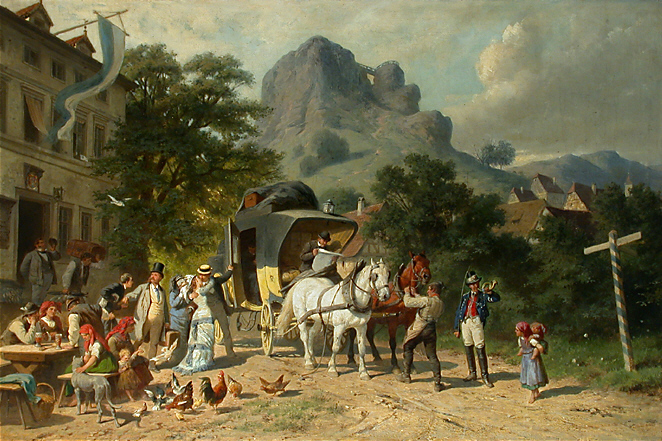
Проводы почтовой кареты
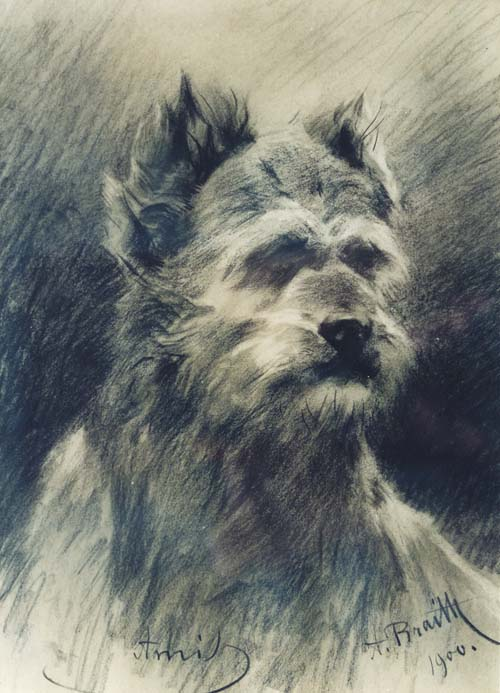
Амиль
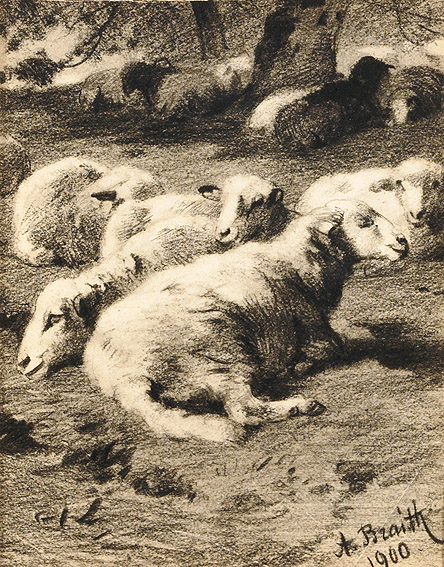
Стадо овец на отдыхе
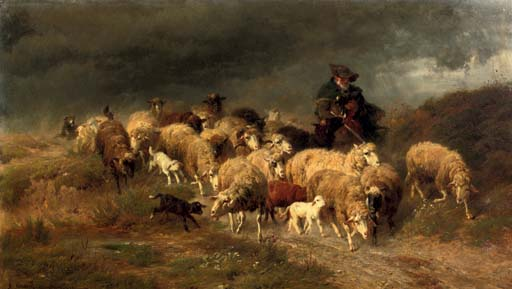
Возвращение во время бури
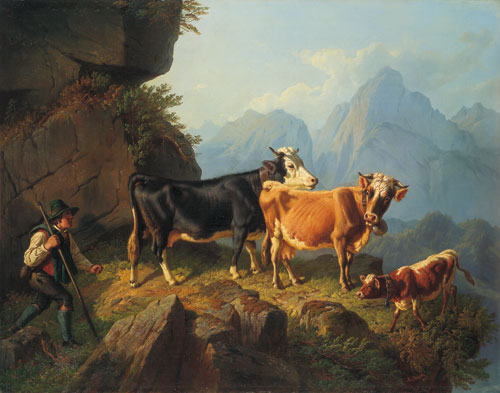
В пути на горное пастбище